# Herr Arnes pengar

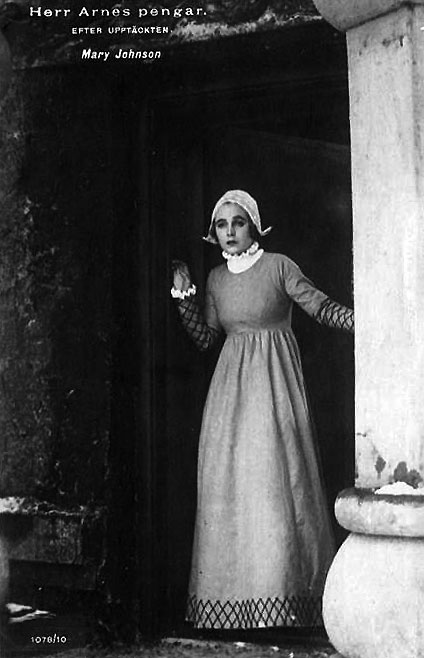
Johnson en una escena de la pel·lícula

Herr Arnes pengar (en suec El tresor d'Arne) és una pel·lícula sueca de drama criminal de 1919 dirigida per Mauritz Stiller i protagonitzada per Richard Lund, Hjalmar Selander, Concòrdia Selander i Mary Johnson. Està basada en la novel·la El tresor de Selma Lagerlöf, publicada originalment en 1903. La història té lloc en la costa oest sueca durant el segle XVI i gira entorn d'un mercenari escocès que assassina a una família adinerada a la recerca de tresors, només per a, sense saber-ho, començar una relació amb la filla supervivent de la família.

## Sinopsi
Després de descobrir una conspiració entre els seus mercenaris escocesos, el rei Joan III de Suècia els ordena abandonar el país i empresona als seus comandants. Sir Archie, Sir Filip i Sir Donald, tres dels comandants empresonats, aconsegueixen escapar i fugir a Marstrand, llavors sota el domini danès, amb l'esperança de poder tornar a Escòcia.
Sir Arne de Solberga es presenta com un home ric que es diu que està sota una maledicció. Es diu que el seu tresor va ser saquejat dels monestirs durant la reforma protestant i, segons les premonicions, algun dia serà la seva perdició. Mentre sopa, l'esposa d'Arne té una premonició en la qual tres murris estan esmolant ganivets molt llargs a prop, però no se la pren de debò. No obstant això, a la nit, els tres escocesos entren en la mansió de la família, els assassinen, roben el cofre del tresor de Sir Arne i cremen l'edifici. L'única supervivent és la filla Elsalill.
Elsalill és atesa per un pescador que la deixa viure amb ell a Marstrand, on també han arribat els oficials escocesos i esperen que es trenqui el gel per a poder salpar. Eslalill es troba amb Sir Archie i tots dos s'enamoren sense reconèixer-se. Eventualment, no obstant això, Elsalill escolta una conversa entre els escocesos i entén qui són. Ella denuncia als criminals, però estan recolzats per uns altres exmercenaris que també esperen que surti el primer vaixell, i la situació es torna violenta. Entre els combats, Elsalill, commocionat emocionalment, cerca a Sir Archie, qui lamenta profundament el seu crim, però en l'agitació en curs, Elsalill resulta ferida de mort quan Sir Archie usa el seu cos com a escut per a protegir-se dels guàrdies que intenten matar-lo.
Sir Archie escapa al vaixell congelat amb el cadàver d'Elsalill. No obstant això, el gel encara no es trenca i, segons la tradició dels mariners, es deu al fet que hi ha malfactors a bord. Els tres oficials aviat són identificats i llançats fora del vaixell. Una llarga processó marxa sobre el gel per a recollir el cos de Elsalill i portar-la de tornada a terra.

## Repartiment
- Richard Lund com Sir Archie;
- Mary Johnson com Elsalill;
- Hjalmar Selander com Sir Arne;
- Concordia Selander com l'esposa de Sir Arne;
- Wanda Rothgardt com Berghild;
- Axel Nilsson com Torarin;
- Erik Stocklassa com Sir Filip;
- Bror Berger com Sir Donald.

## Producció
El primer pla per a una adaptació cinematogràfica d' El tresor de Selma Lagerlöf a Svenska Biografteatern, la productora dominant a Suècia durant l'era del cinema mut, va ser en 1915, però va fracassar. El 1917 es va estrenar una adaptació teatral de la història al Deutsches Theater de Berlín i es va rebre una oferta d'una companyia cinematogràfica alemanya que volia adaptar-la. Després que l'obra es representés en Göteborg a l'any següent, Svenska Biografteatern va decidir seguir endavant i produir la pel·lícula ells mateixos. El guió de Mauritz Stiller i Gustaf Molander es diferencia de la novel·la que conta la història en un ordre cronològic més estricte i incorpora alguns detalls que es van introduir en l'obra alemanya. Stiller també va optar per atenuar els elements sobrenaturals de la història.
El rodatge va tenir lloc del 12 de febrer al 10 de maig de 1919, en l'àrea d'estudi de Svenska Filmbiografen, més tard AB Svensk Filmindustri, a Lidingö, Estocolm, on s'havien reconstruït els carrerons de Marstrand. Es van rodar altres escenes exteriors en la zona pròxima de Lidingö i Lilla Värtan, així com als voltants de Furusund, a l'arxipèlag d'Estocolm, on el vaixell havia quedat congelat durant l'hivern. Alguns rodatges es van realitzar més al nord, a Skutskär, i al voltant de Sollefteå, a Ångermanland.
La pel·lícula va comptar amb intertítols escrits a mà per Alva Lundin i va ser la primera pel·lícula a utilitzar els seus títols artístics.

## Altres adaptacions
Existeixen altres dues adaptacions cinematogràfiques de la història. En 1954 Gustaf Molander va dirigir una altra versió sueca. En 1967 es va realitzar un curtmetratge d'animació txecoslovac dirigit per Václav Bedřich.